# Cal Coix (Avià)
Cal Coix és un edifici residencial del Barri de la Creu, al municipi d'Avià, al Baix Berguedà. Està inventariat al mapa de patrimoni de la Generalitat de Catalunya amb el número d'inventari 3019 (1983) i al mapa de patrimoni cultural de la Diputació de Barcelona amb el número d'element 08011/150.
Té un bon estat de conservació i és de fàcil accés. No està protegida.

## Situació geogràfica
Cal Coix està situat al Barri de la Creu, que està abans de l'entrada principal del nucli d'Avià arribant-hi des de Berga. La Torre del Piqué és un altre edifici considerat patrimoni immoble que està al barri, en el que també hi ha una creu de terme. Molt a prop també hi ha la font d'Avià, considerada patrimoni natural i les cases i masies del Molí del Castell com la casa homònima, La Noguera i l'L'Horta. El barri de la Creu està situat al nord-est del nucli d'Avià.

## Descripció i característiques
Cal Coix és una masia orientada cap a migdia, de planta allargada i edificada en diverses campanyes constructives. De fet podem dir que l'edifici original ha quedat dins de la construcció actual. El parament és arrebossat i les cobertes a dues aigües amb teula àrab i té el carener perpendicular a la façana. A la part del darrere té un cos annex d'un sol pis fet de grans pedres ben escairades i deixades a la vista. El cos principal es caracteritza pel seu aspecte massís. Està estructurat en planta baixa i dos pisos superiors i té molt poques obertures i les existents, són petites, allindanades i sobretot ubicades al primer pis. Hi ha tot de coberts que volten l'edificació que fan difícil ésser precís en la descripció de la construcció.
A la casa només hi ha gravada una data al seu interior: 1816. Recentment es va rehabilitar i es va dividir en diferents pisos de lloguer.

## Història
Cal Coix és una casa que es va construir a començaments del segle xix. A l'Amillarament de 1862 hi ha la primera notícia documental de la casa. En aquells moments era de Mariano Gironella de Berga.